# Ahmet Orel
Ahmet Orel (ur. 5 stycznia 1969 w Samsunie) – turecki zapaśnik w stylu wolnym. Olimpijczyk z Barcelony 1992, gdzie zajął piąte miejsce w kategorii 52 kg.
Zajął czwarte miejsce w mistrzostwach świata w 1994. Złoty medalista mistrzostw Europy w 1993 i brązowy w 1992. Czwarty w Pucharze Świata w 1990. Złoty medal na igrzyskach śródziemnomorskich w 1991 roku.